# Bardi (Adelsgeschlecht)

Wappen der Bardi

Die Familie Bardi war eine Florentiner Patrizierfamilie, die ihren Reichtum dem Erfolg als Bankiers und Fernhändler verdankten. Die Bardi finanzierten zwischen 1250 und 1345 mit der Compagnia dei Bardi die Könige von Frankreich und England und hatten Niederlassungen in ganz Europa.

## Geschichte
Die Bardi (der Name leitet sich vom keltischen Wort Barde ab) sollen schon im 10. Jahrhundert in Florenz ansässig gewesen sein. Durch die Koordinierung von finanziellen und politischen Aktivitäten wurden sie zum führenden Bankhaus, wobei sie sich über das Zinsverbot hinwegsetzten und die jüdische Konkurrenz verdrängten. Die Bank organisierte die finanzielle Abwicklung des päpstlichen Zehnten und von Sondersteuern.

### Aufstieg und Bankrott 1345
Bartolo de' Bardi wurde 1282 der erste Priore von Florenz, um eine von den oberen Zünften gesteuerte Regierung durchzusetzen.
Simone de Bardi heiratete 1287 die Bankierstochter Beatrice Portinari, eine Jugendbekannte des Dichters Dante Alighieri, die im Alter von 24 Jahren während einer Epidemie starb. Dante lässt in seinem Erstlingswerk Vita Nova den Ich-Erzähler die inneren Wandlungen schildern, die er in der Folge seiner ersten kindlichen Begegnung mit Beatrice durchlebt, welche er seitdem und über den Tod hinaus verehrt. In seiner Göttlichen Komödie ist es die im Himmel weilende Figur der Beatrice, die den Dichter Vergil beauftragt, den Ich-Erzähler (Dante) durch die Höllenkreise und das Purgatorium zu führen, während sie selbst ihn durch die neun himmlischen Sphären führt.

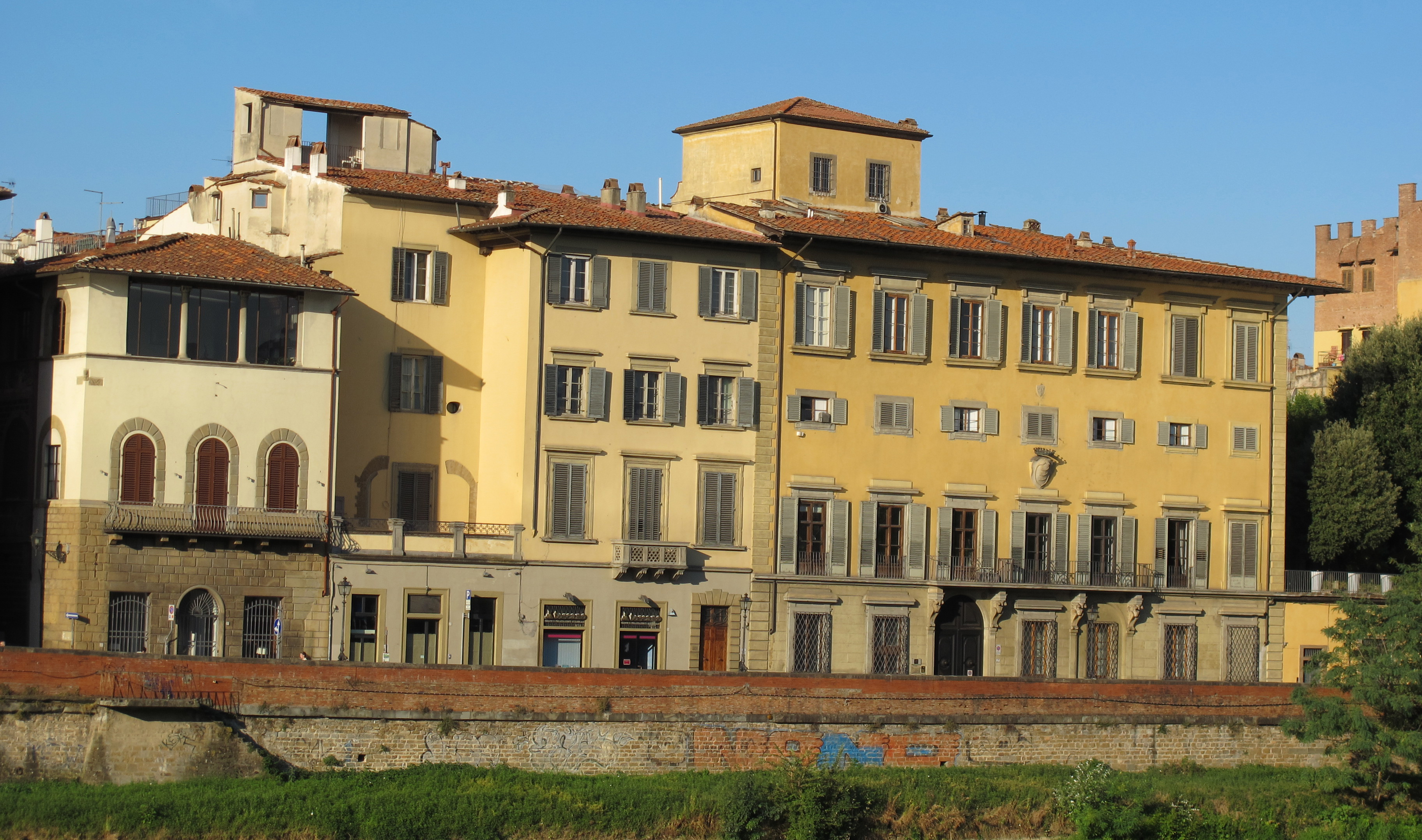
Palazzo Bardi in der Via Santo Spirito

1332 erwarb Piero di Gualterotto Bardi Stadt und Burg Vernio in der Toskana für 10.000 fl. von den Grafen Alberti aus Prato, in deren Familie er eingeheiratet hatte. So bildete sich der Zweig der Bardi di Vernio, die auch den Grafentitel annahmen, den 1164 Kaiser Friedrich Barbarossa mit dem Besitz verbunden hatte. Als Wohnsitz in Florenz kauften die Bardi di Vernio den Palazzo Bardi in der Via Santo Spirito 14, der zuvor den Capponi gehört hatte und den sie erheblich erweiterten.

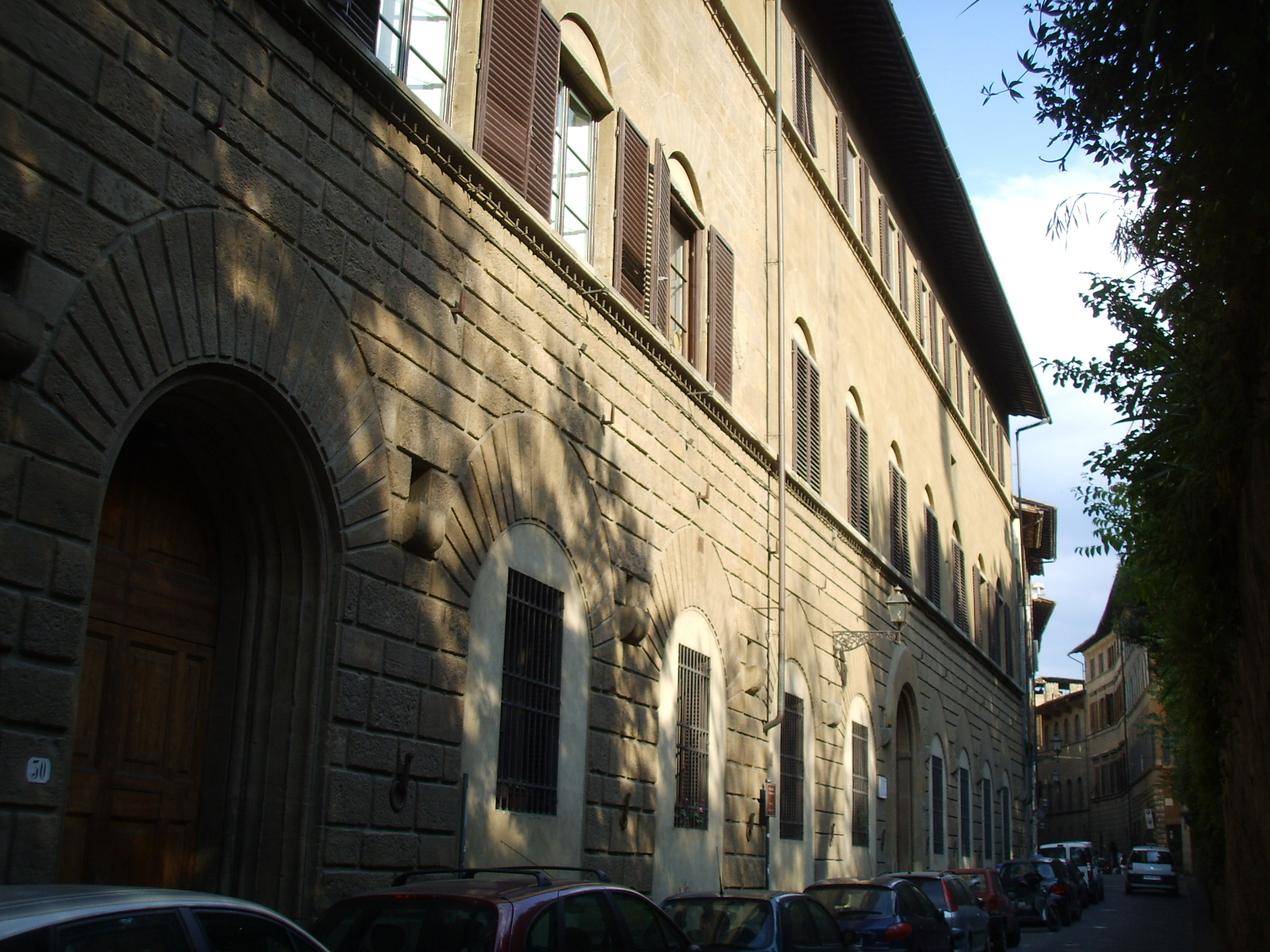
Palazzo Bardi-Larioni-Canigiani in der Via de' Bardi

Die meisten Familienzweige waren in der Via de' Bardi im Stadtteil Oltrarno, links des Arno, ansässig, insbesondere im Palazzo Bardi-Larioni (später Canigiani genannt) in der Via de' Bardi 28-30, der gegen Ende des 14. Jahrhunderts gebaut wurde. Noch 1427 besaßen sie 60 Häuser in der Stadt, davon 45 in Oltrarno, die meisten von den zahlreichen Familienzweigen selbst bewohnt, darunter auch den Palazzo Bardi alla Postierla und den Palazzo Bardi-Tempi.

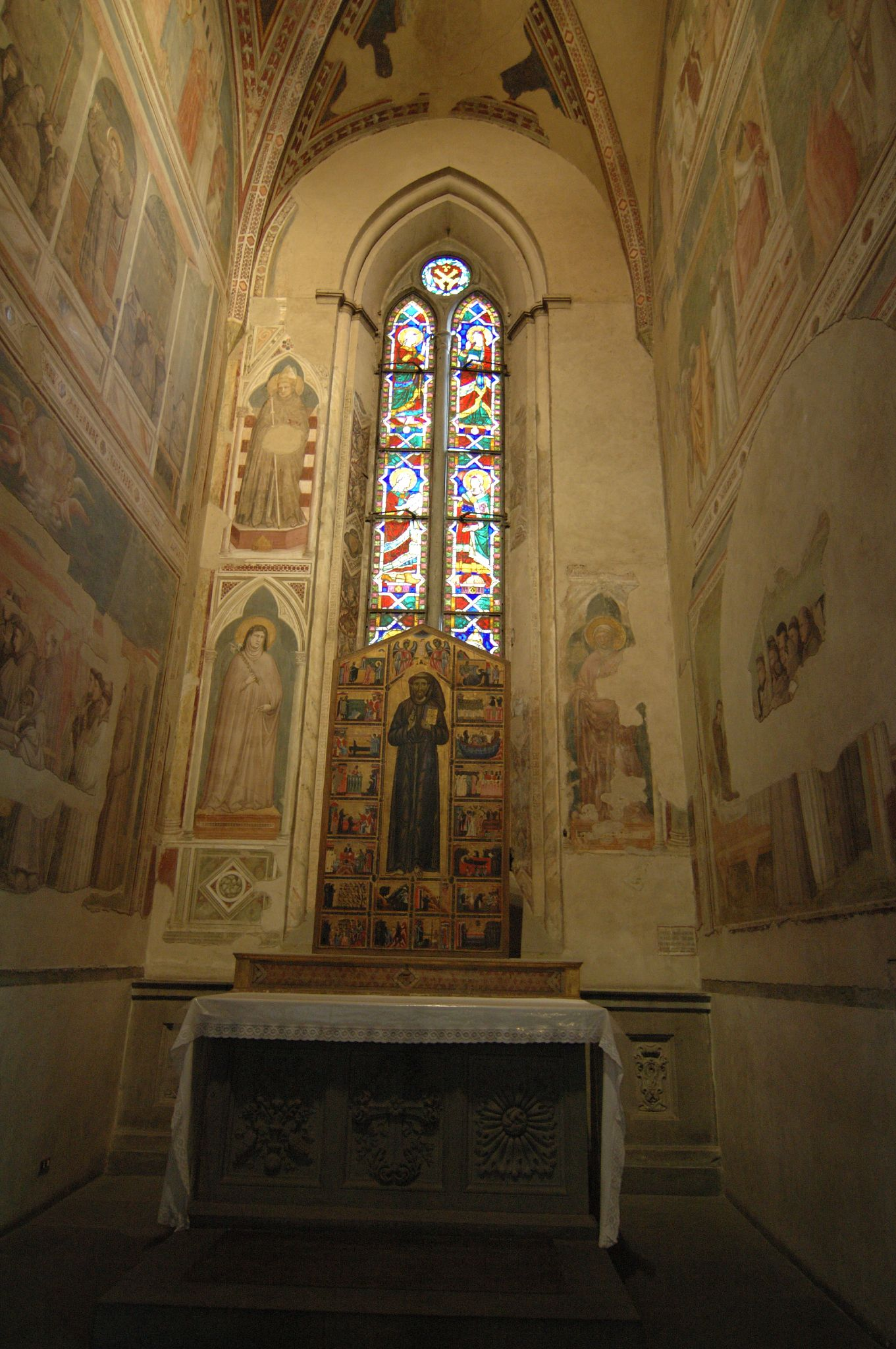
Giotto-Fresken in der Bardi-Kapelle von Santa Croce

In der Franziskanerkirche Santa Croce bezahlten die Bardi den Bau und die Ausstattung einer der Chorkapellen, deren Patronatsrecht sie auf diese Weise erwarben. Die Cappella Bardi diente der Familie als Grablege, sollte ihre Memoria sichern und den sozialen Rang der Bardi sichtbar machen. Die Kapelle wurde 1315–1320 von Giotto und seiner Werkstatt freskiert. Die Familie Bardi di Vernio besaß das Patronatsrecht über eine weitere Chorkapelle, die Maso di Banco ausmalte.
Beim antipatrizischen Aufstand von 1343 wurden zahlreiche Häuser der Bardi geplündert. Zwei Jahre später ging das schon länger kriselnde Kreditinstitut Compagnia dei Bardi in Insolvenz. Die Unterstützung des englischen Königs Eduard III. (1327–1377) mit einem Kredit in Höhe von 900.000 Goldflorin im Hundertjährigen Krieg gegen Frankreich (1337–1453) erwies sich als Desaster, als der König 1339 die Zahlungen einstellte. Ebenfalls bankrott ging die Familie Peruzzi 1343, die sich mit 600.000 Florin engagiert hatte. Daher kam es im Mai 1345 sogar zu einem bewaffneten Zusammenstoß zwischen den beiden konkurrierenden Familien. Mit dem mächtigen Adelsgeschlecht der Buondelmonti hatten die Bardi hingegen bereits 1342 Frieden geschlossen, den 130 männliche Familienmitglieder vor einem Notar beschworen. Laut dem Geschichtsschreiber und Peruzzi-Teilhaber Giovanni Villani wogen die ausgefallenen Kredite „ein Königreich auf“.

### Wiederaufstieg
Trotz finanzieller Probleme konnten die Bardis weiter hohe Positionen erlangen wie etwa Botschafterposten in Rom. Nach dem Zusammenbruch bauten sie ihr Bankgeschäft wieder auf, allerdings nicht mit dem früheren Umfang und Erfolg. Sie stellten auch finanzielle Mittel für die Entdeckungsreisen von Columbus und Cabot bereit. Um 1413/1415 heiratete Contessina de' Bardi den mächtigen Bankier Cosimo de’ Medici, mit dessen Familie Medici die Bardi schon in früheren Generationen verschwägert waren.

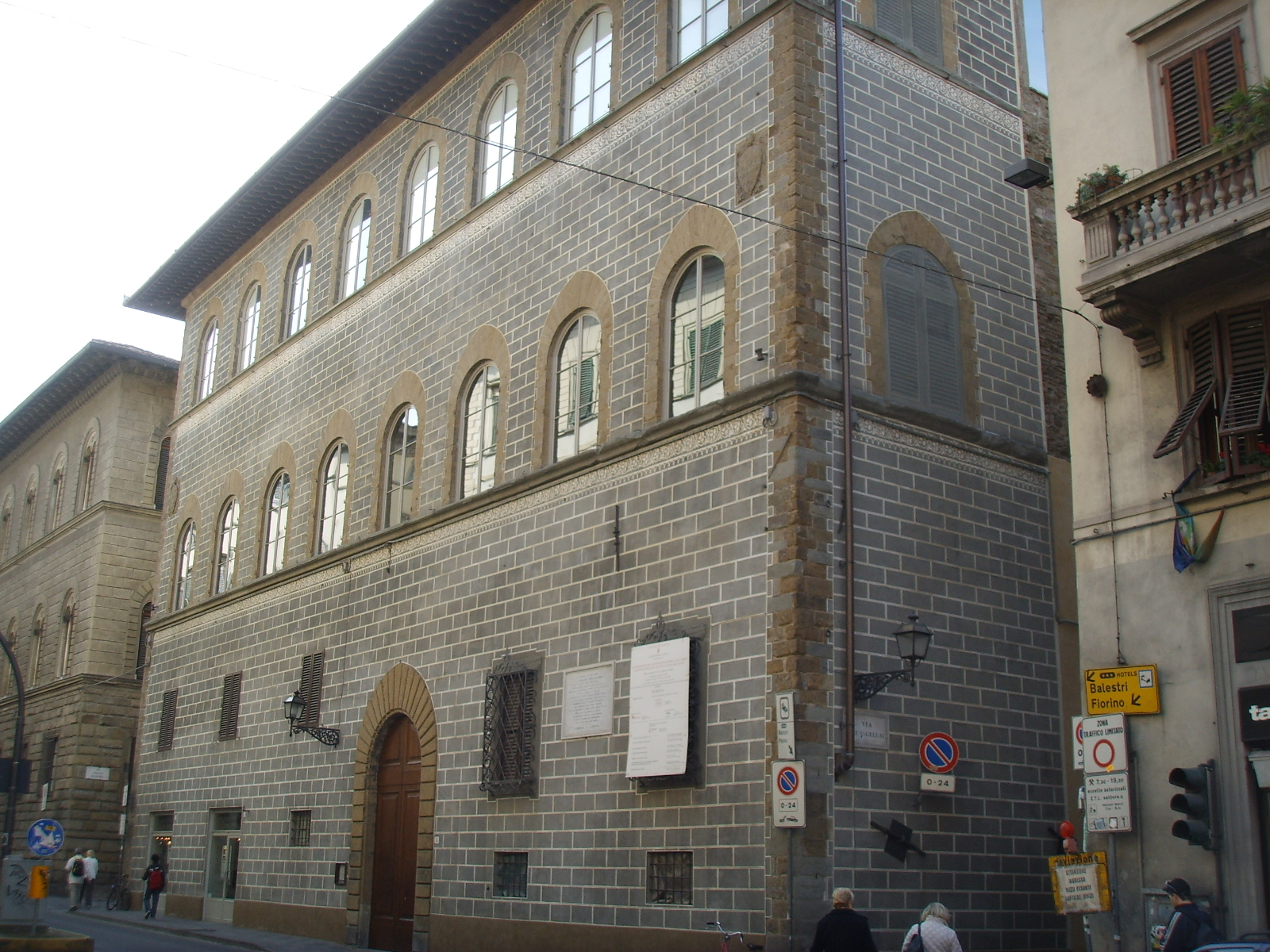
Palazzo Busini-Bardi-Sarzelli in der Via de' Benci

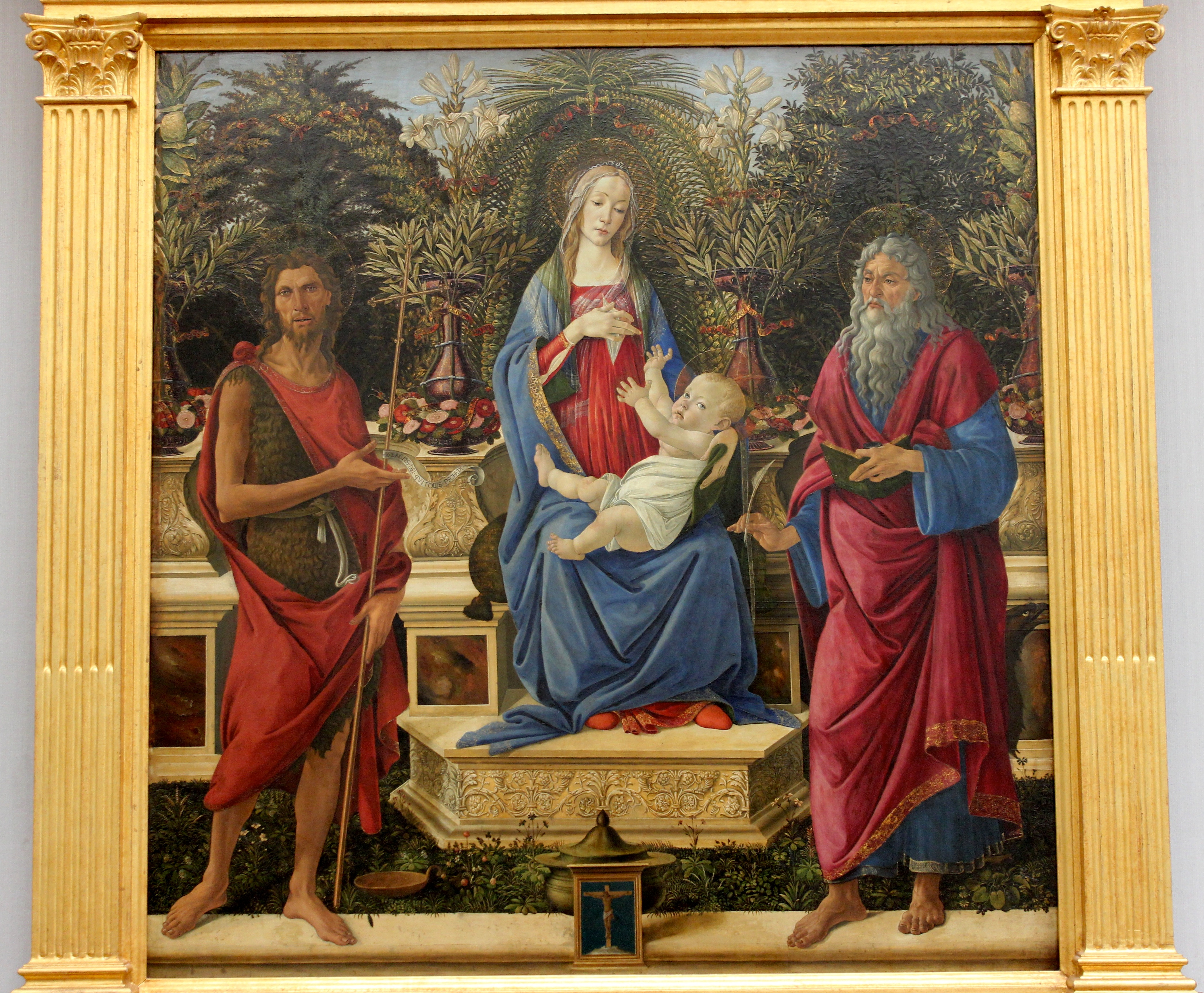
Die Pala Bardi von Sandro Botticelli, Gemäldegalerie Berlin

1483 erwarb ein Familienmitglied den Palazzo Busini (heute Palazzo Busini-Bardi-Sarzelli) in der Via de' Benci 5, der bis zum Tod des letzten Nachkommen der Familie 1954 in deren Besitz verblieb.
1484 beauftragte der Bankier Giovanni d'Agnolo de' Bardi ein Altarretabel für die Bardi-Kapelle in Santo Spirito. Die von Sandro Botticelli geschaffene Haupttafel des Bardi-Altars befindet sich heute in der Gemäldegalerie Berlin, der Rahmen von Giuliano da Sangallo ist verloren.
Von etwa 1576 bis 1600 versammelte sich um den Grafen Giovanni de’ Bardi der Künstlerkreis der Florentiner Camerata.
Die Familie Bardi erlosch in der Hauptlinie mit dem Grafen Pier Maria Bardi im Jahr 1810. Erben, unter anderem des Palazzo Bardi in der Via Santo Spirito 14, wurden die Florentiner Marchesi Guicciardini. Die Linie der Grafen Bardi di Vernio hingegen erlosch erst 1954 mit dem Tod von Alberto Bardi Serzelli, der sein Vermögen, darunter den Palazzo Bardi in der Via de' Benci 5 der Familie seiner Schwester, den Marchesi Della Volta aus Genua vermachte, während ein Großteil seiner Gemäldesammlung in die Uffizien kam.